# Ammosaurus major
Ammosaurus major (gr. "lagarto de arena mayor") es la única especie conocida del género extinto Ammosaurus de dinosaurio sauropodomorfo que vivió a principios del período Jurásico, hace aproximadamente 190 millones de años, en el Sinemuriano, que vivió en lo que hoy es Norteamérica.

## Descripción
Ammosaurus medía aproximadamente entre 4 metros de largo, un tamaño pequeño en comparación con algunos otros miembros de su suborden. Gregory S. Paul calcula su peso en 70 kg en 2010. Eran animales versátiles, aptos para trasladarse tanto de manera bípeda como cuadrúpeda y probablemente fue omnívoro.

## Historia
Los fósiles de Ammosaurus fueron originalmente encontrados en la Formación Portland parte del Supergrupo Newark en el estado de Connecticut, Estados Unidos. Este sedimento preserva un ambiente árido con fuertes estaciones secas y húmedas, desde el Pliensbachiano al Toarciano durante el Jurásico inferior, hace aproximadamente 190 a 176 millones de años. Los especímenes originales fueron encontrados en una mina de piedra arenisca usada en la construcción del Puente de South Manchester Bridge en Connecticut. En realidad el holotipo fue encontrado por trabajadores de la mina. Desafortunadamente, este consiste en la parte posterior del esqueleto, y el bloque que contiene el resto se encuentra en el puente. En 1969, el puente fue demolido, y algunos restos de Ammosaurus fueron recobrados. Otros tres esqueletos incompletos se han encontrado en Connecticut, pero no se conoce el cráneo. Ammosaurus también se ha reportado en los depósitos de la etapa de Bajociano de Norteamérica, si esto es realidad, es uno de los pocos prosaurópodos en sobrevivir durante el Jurásico Medio.

### Otros hallazgos
Restos de asignados a Ammosaurus fueron reportados en Norteamérica, pero no pertenecen a la especie, A. major, si estos realmente representan al género. En la Arenisca Navajo en Arizona de la misma edad que la Formación Portland, se ha reportado un prosauropódo referido originalmente a Ammosaurus. Sin embargo, es posible que sea asignable al género Massospondylus, solo conocido de Sudáfrica. En la provincia canadiense de Nueva Escocia, se ha reportado prosauropódos de la Formación McCoy Brook, de aproximadamente 200 a 197 million en Hetangiano de principios del Jurásico. El material de Nueva Escocia provee pistas sobre la alimentación de estos animales. Un gran número de gastrolitos, piedras usadas para triturar el material de plantas ingeridas, fueron encontrados en el abdomen, así como la cabeza de un pequeño lagarto llamado Clevosaurus. Esto indicaría que el dinosaurio sería omnívoro, con una dieta compuesta principalmente de vegetales con algún ocasional suplemento de carne. Sin embargo, estos restos jámás fueron completamente descritos o ilustrados y solo tentativamente se los refirió a Ammosaurus. Se necesitan más estudios para validar o refutar esta hipótesis. Otro estudio los identificó como un nuevo taxón de sauropodomorfo, Fendusaurus eldoni.

### Significado del nombre
El género toma su nombre del griego ammos "ἄμμος", arena ya que fue encontrado en arenisca y saurus por lagarto. El nombre de la única especie conocida, A. major, acuñado por Othniel Charles Marsh en 1889, se refiere a su tamaño mayor que Anchisaurus, género del que fue considerado al principio como otra especie. El mismo Marsh acuñó el nombre genérico dos años después. Otra especie nombrada por él, A. solus, es considerada hoy sinónimo de A. major.

## Clasificación
Las relaciones de Ammosaurus con otros dinosaurios son inciertas actualmente. Es un miembro temprano del superorden Sauropodomorpha estando estrechamente vinculado con Anchisaurus, con el que podría ser sinónimo. Diferentes paleontólogos consideran a Anchisaurus como un prosaurópodo basal o un saurópodo basal.
Marsh originalmente describió a Ammosaurus major como Anchisaurus major, aunque él mismo lo asignó a su propio nuevo género solamente 2 años más tarde. Sin embargo, algunos estudios recientes han sugerido que Ammosaurus y Anchisaurus son el mismo animal después de todo. Otros científicos prefieren mantener los dos géneros separado debido a las diferencias anatómicas la pelvis y el pie trasero, aunque los dos animales todavía se consideren las taxones hermanos.